# バツコイ
『バツコイ』は、月子による日本の漫画作品。『ハツキス』（講談社）にて、2015年1月号から連載を開始し、掲載誌が雑誌から電子雑誌にリニューアルし、隔月刊から月刊化された後も14号（2019年7月25日発売）まで連載された。
2024年10月から2025年1月までBSテレ東にてテレビドラマが放送された。

## 登場人物
美留町 カホリ（みるまち カホリ）
本作の主人公。エリート弁護士。肉食系女子。
砂後谷 輝義（すなごや てるよし）
高校の教員。妻子がいる。外見は冴えない風貌をしているが、粘着系恋愛体質である。

## 作風
本作のキャッチコピーは「登場人物（ほぼ）全員クズ」で、それが話題となった。雨野裾によると「ロマンはないけれど、責任と自由のバランスを取りながら、楽しく活き活きと生きる女性のリアルな姿」が描かれている作品である。

## 制作背景

### 構想など
「不倫バッシングが盛んではなかった」ころ、「不倫に巻き込まれてしまうとしたらいちばんタブー感が強い職業」とは何か考えた時に弁護士が浮かんだ。弁護士は不倫のリスクを認識しているからこそ慎重になるはずであるが、「知らずに不倫し泥沼に落ちていく、しかも不本意にも恋に落ちてしまう悲喜劇を描こう」と思ったことが、本作を描いたきっかけである。作者の月子は本作を「あらすじを読むと弁護士が不倫、妊娠、とパワーワードが溢れている感じ」であるが、「初恋への右往左往」のほか、「働く女性と友情、仕事と妊娠などのイベントの両立など」が描かれており、「いろいろな要素が詰まった作品」と話している。

### キャラクターについて
周囲にいる仕事が好きで恋愛にも積極的なOLやバリキャリといった女性の話を聞いて、月子は魅力的だと考えていた。普段は「読者ターゲットを絞って描くことはない」が、本作においては「特に女性に読んでほしい」と考えて制作している。
砂後谷にモデルはいない。現実世界でもよくあるいい子がクズ男に惹かれる不可解なことと同様で、惹かれるクズを描いているのではなく、月子は砂後谷を「ただただ自己中心的で幼稚な男」として描いている。

## 書誌情報
- 月子 『バツコイ』 講談社〈KCx〉、全6巻
  1. 2015年9月7日発売[7][講 1]、ISBN 978-4-06-380802-5
  2. 2016年9月7日発売[講 2]、ISBN 978-4-06-380877-3
  3. 2017年12月7日発売[講 3]、ISBN 978-4-06-510618-1
  4. 2018年9月7日発売[講 4]、ISBN 978-4-06-513031-5
  5. 2019年3月7日発売[講 5]、ISBN 978-4-06-515091-7
  6. 2019年9月6日発売[講 6]、ISBN 978-4-06-517056-4

## テレビドラマ
2024年10月20日（19日深夜）から2025年1月5日（4日深夜）までBSテレ東の「真夜中ドラマ」枠で放送された。主演は高田里穂と渡部秀。

### キャスト

#### 主要人物
美留町カホリ（みるまち かほり）〈28〉
演 - 高田里穂（幼少期：千田楓子）
オルキデア法律事務所の弁護士。特定の恋人は作らないが不倫はしないのがモットーの肉食系女子。既婚者であることを知らず、輝義と一夜の関係を持ってしまう。
砂後谷輝義（すなごや てるよし）
演 - 渡部秀
高校教師。既婚。完璧な妻に完璧を求められて息が抜けず、離婚を考えている。ひょんなことで一夜を共にしてしまったカホリを好きになってしまう。自覚のない天然の女たらし。

#### カホリの関係者
酒匂レイ（さかわ れい）〈39〉
演 - 佐藤めぐみ
オルキデア法律事務所の先輩弁護士。欲しい物は自分で手に入れられるので、恋人は必要ないと考えている。
四十九院ヨーコ（しるしいん よーこ）〈26〉
演 - 山口まゆ
オルキデア法律事務所の弁護士。実家が厳しかったため男性経験がまったくない。
杏西ユミオ（きょうさい ゆみお）〈24〉
演 - 高井真菜
オルキデア法律事務所の経理・事務員。バイセクシャルで恋人とは程よい距離で過ごしたいと思っている。
江遠晃記（えとお こうき）
演 - 井上想良（第8話 - 最終話）
カホリが転居先を探しに入る不動産屋の営業マン。カホリと付き合うことになる。

#### 輝義の関係者
砂後谷百合香
演 - 高橋ユキノ
輝義の妻。
絹田莉帆
演 - 亀井理那
輝義の同僚教師。独身で恋人もいない。実はユミオの大学時代からの親友。

#### その他
パク・ドジュン
演 - ユン・ソンモ
輝義を調査している怪しい探偵。ヨーコには韓国語教師と名乗る。

#### ゲスト
第1話
居酒屋店主
演 - 半田周平（第5話・第6話）
輝義が1人で飲んでいる居酒屋の店主。「カホリに会いたい」と独り言を漏らす輝義に、会えばいいじゃない、とアドバイスする。
店員
演 - 久世珠璃
カホリが買い物するアパレルショップ店員。
男性
演 - 小野剛聖
カホリと西麻布の会員制バーで飲んでいる男性。
依頼人
演 - 完田千穂（第6話）
カホリに泥沼離婚の代理人をしてもらい、彼女に感謝する女性。
カホリの友人
声 - 夏梅茜
子持ち主婦。子どもが熱を出したから、とカホリとの食事の予定をドタキャンする。
第3話
校長先生
演 - 志水政計
輝義が勤めている高校の校長。輝義に転勤を告げる。
郵便配達員
演 - 小山祥平（第6話）
カホリに内容証明郵便を配達する。
第4話
鮫島あいか
演 - 横野すみれ（第5話・第10話・最終話）
輝義が赴任先の大島で出会う地元の女性。サーファーで、夜は港にあるスナック&喫茶「初キス」でホステスをしている。
産婦人科医
演 - 青海衣央里（第5話・最終話）
カホリがかかる産婦人科の医師。
ナガヤマ親子
演 - 橋本美菜子、橋本蓮叶
ユミオの友人。
マスター
演 - カズマ・スパーキング
スナック&喫茶「初キス」のマスター。
第6話
円勝寺隼人
演 - 渡辺裕也（第7話・第10話）
百合香の代理人弁護士。
美留町善和、美留町千明
演 - 加藤大騎（最終話）、谷口千明（最終話）
カホリの両親。
砂後谷沙羅
演 - 児玉すみれ（第7話・第9話・第10話）
輝義と百合香の娘。
第7話
雅史
演 - 庄野崎謙（第8話）
カホリの男友達。
男性
演 - 斉藤一平
絹田莉帆の見合い相手。
主婦
演 - 小林あずさ、赤津麻子
レストランで働いているドジュンに「ベビーシッターのバイトをしないか」と持ち掛ける主婦。
第8話
- 壱剛輝

第9話
警察官
演 - 村井崇記
自宅の玄関ドアにひどい落書きをされて110番通報したカホリのマンションに駆けつける警察官。
第10話
- ニファエル

第10話
- 畠山育朗、山崎玲央、アユム

最終話
小杉美咲
演 - 宇佐美彩乃
かほりの出産に立ち会う助産師。
- 松森紘、松本真輝[23]、真帆、宇佐美佑

### スタッフ
- 原作 - 月子『バツコイ』（講談社「Kiss」所載）[1][8][9]
- 脚本 - 岸本鮎佳、高橋名月、石川美香穂、小沼雄一、八十島美也子[1][8][9]
- 監督 - 小沼雄一、八十島美也子、久万真路、岸田雅喜[1][8][9]
- 音楽プロデューサー - 田井モトヨシ
- オープニング主題歌 - .BPM「ワタシ、ナンテ、イイ女」（rock field）[9][24]
- エンディング主題歌 - GOOD BYE APRIL「Love Letter」（PANAM / NIPPON CROWN）[9][24]
- プロデューサー - 田中智子（テレビ東京）、野口征吾（ワンダーヴィレッジ）、千村利光（ワンダーヴィレッジ）、鈴木伸明（クープ）[1][8][9]
- コンテンツプロデューサー - 久保田渉（テレビ東京）、渡辺瑞希（テレビ東京）[1][8][9]
- 制作 - BSテレ東、ワンダーヴィレッジ[1][8][9]
- 制作協力 - クープ[1][8][9]
- 製作著作 - 「バツコイ」製作委員会2024[1][8][9]

### 放送日程
| 各話   | 放送日         | サブタイトル                                             | 脚本         | 監督         |
| ------ | -------------- | -------------------------------------------------------- | ------------ | ------------ |
| 第1話  | 2024年10月20日 | 肉食弁護士×不倫クズ男 ハイテンションラブコメ開幕!        | 岸本鮎佳     | 小沼雄一     |
| 第2話  | 10月27日       | クズ男既婚者と本気の恋!? 奔放弁護士が泥沼にハマっていく… | 石川美香穂   | 八十島美也子 |
| 第3話  | 11月03日       | ついに不倫バレ! 離島赴任でまさかの遠距離不倫…!?          | 高橋名月     | 小沼雄一     |
| 第4話  | 11月10日       | 水着美女の誘惑にクズ男が…! 涙の別れ!?                    | 高橋名月     | 小沼雄一     |
| 第5話  | 11月17日       | 妊娠、裏切り…ついにクズ男と決別!?                        | 八十島美也子 | 八十島美也子 |
| 第6話  | 11月24日       | サレ妻…不倫女への呪い                                    | 岸本鮎佳     | 八十島美也子 |
| 第7話  | 12月01日       | サレ妻の呪いと苦悩…不倫男女へ天誅!                       | 岸本鮎佳     | 岸田雅喜     |
| 第8話  | 12月08日       | 超絶タイプのイケメン出現! クズ男怒りの暴走               | 岸本鮎佳     | 久万真路     |
| 第9話  | 12月15日       | 新しい恋の予感! 若いイケメンと波乱の第2幕                | 岸本鮎佳     | 久万真路     |
| 第10話 | 12月22日       | 歓喜のプロポーズ! 言えない秘密と忍び寄る狂気             | 石川美香穂   | 八十島美也子 |
| 第11話 | 12月29日       | 戦慄の直接対決! 狂った愛の結末は…                        | 石川美香穂   | 小沼雄一     |
| 最終話 | 2025年01月05日 | さようなら! バツな恋                                     | 小沼雄一     | 小沼雄一     |

### 放送局
| 放送期間                       | 放送時間                     | 放送局     | 対象地域   | 備考   |
| ------------------------------ | ---------------------------- | ---------- | ---------- | ------ |
| 2024年10月20日 - 2025年1月5日  | 日曜 0:00 - 0:30（土曜深夜） | BSテレ東   | 全国       | 製作局 |
|                                | 日曜 0:55 - 1:25（土曜深夜） | テレビ大阪 | 大阪府     |        |
| 2024年10月24日 - 2025年1月16日 | 木曜 2:35 - 3:05（水曜深夜） | テレビ東京 | 関東広域圏 |        |

| BSテレ東・テレビ大阪 真夜中ドラマ                                          | BSテレ東・テレビ大阪 真夜中ドラマ          | BSテレ東・テレビ大阪 真夜中ドラマ                    |
| 前番組                                                                     | 番組名                                     | 次番組                                               |
| -------------------------------------------------------------------------- | ------------------------------------------ | ---------------------------------------------------- |
| ドラマ 地球の歩き方 （2024年1月14日 - 3月31日） - この作品をもって一旦廃枠 | バツコイ （2024年10月20日 - 2025年1月5日） | それでも俺は、妻としたい （2025年1月12日 - 3月30日） |
| BSテレ東 日曜 0:00 - 0:30                                                  |                                            |                                                      |
| 乗れない鉄道に乗ってみた!                                                  | バツコイ                                   | それでも俺は、妻としたい                             |
| テレビ大阪 日曜 0:55 - 1:25                                                |                                            |                                                      |
| まったり!赤胴鈴之助 （再放送）                                             | バツコイ                                   | それでも俺は、妻としたい                             |

### 講談社コミックプラス
以下の出典は講談社コミックプラス（講談社）内のページ。書誌情報の発売日の出典としている。
1. ↑  “『バツコイ（1）』（月子）”. 講談社コミックプラス.   講談社. 2024年10月6日閲覧。
2. ↑  “『バツコイ（2）』（月子）”. 講談社コミックプラス.   講談社. 2024年10月6日閲覧。
3. ↑  “『バツコイ（3）』（月子）”. 講談社コミックプラス.   講談社. 2024年10月6日閲覧。
4. ↑  “『バツコイ（4）』（月子）”. 講談社コミックプラス.   講談社. 2024年10月6日閲覧。
5. ↑  “『バツコイ（5）』（月子）”. 講談社コミックプラス.   講談社. 2024年10月6日閲覧。
6. ↑  “『バツコイ（6）』（月子）”. 講談社コミックプラス.   講談社. 2024年10月6日閲覧。